# Florentyn Piwosz
Florentyn Piwosz (ur. 21 stycznia 1929 w Poznaniu, zm. 21 grudnia 2018) – polski duchowny katolicki, prowincjał Bernardynów w latach 1969–1975.

## Życiorys
W dniu 25 sierpnia 1948 wstąpił do Zakonu Braci Mniejszych Prowincji Niepokalanego Poczęcia NMP (OO. Bernardynów) i 26 sierpnia 1949 złożył profesję czasową, zaś 28 sierpnia 1953 złożył śluby wieczyste. Święcenia kapłańskie przyjął 19 lipca 1953. W 1959 uzyskał stopień naukowy doktora filozofii na Katolickim Uniwersytecie Lubelskim. W latach 1969–1975 piastował funkcję ministra prowincjalnego (prowincjała). W latach 1975–1981 był przełożonym wspólnoty klasztoru Matki Bożej Anielskiej oraz kustoszem sanktuarium w Kalwarii Zebrzydowskiej. Był również wieloletnim wychowawcą, wykładowcą filozofii, profesorem oraz wicerektorem Wyższego Seminarium Duchownego OO. Bernardynów. W ramach Prowincji był również wikariuszem oraz definitorem Prowincji, koordynatorem prowincjalnym ewangelizacji na Ukrainie oraz redaktorem naczelnym prowincjalnego periodyku Vita Provinciae. Ojciec Piwosz zasiadał także w Radzie kapłańskiej Archidiecezji krakowskiej.